# メガ・シャークVSクロコザウルス
『メガ・シャークVSクロコザウルス』（原題: Mega Shark vs Crocosaurus）は、アメリカ合衆国のビデオ映画。『メガ・シャークVSジャイアント・オクトパス』の続編。

## あらすじ
メガ・シャークとジャイアント・オクトパスの戦いから数年。コンゴのダイヤモンド鉱山から、超巨大ワニ「クロコザウルス」が突如出現。鉱山で働く人々を襲撃する。
一方、大西洋上では、米軍艦のソナーに巨大な影が捉えられる。サメの専門家のマコーミックは、メガ・シャークが生きているのではと考え、サメをおびき寄せる音波球で実験する。はたして、ジャイアント・オクトパスと相打ちになったと思われていたメガ・シャークは生きていた。米軍艦を襲撃し、応戦むなしく米軍艦は撃沈。マコーミックだけが脱出に成功する。
コンゴでは、鉱山会社から依頼を受けたハンターのナイジェルが、クロコザウルスを発見していた。ナイジェルはクロコザウルスの生け捕りに成功し、船で輸送しようとするが、そこにメガ・シャークが襲来。船は沈没し、クロコザウルスは逃走する。
米軍はナイジェルとマコーミックに協力を依頼し、クロコザウルスの産卵場所を発見。そこに卵を餌として狙うメガ・シャークも出現。卵を守るためにクロコザウルスも姿を現す。米軍の空爆で卵は全滅するものの、二匹の怪物は姿を消す。
クロコザウルスはマイアミに上陸し、破壊の限りを尽くす。軍が迎撃するが歯が立たない。原子力発電所をアークフラッシュさせてなんとかクロコザウルスを海に追い払う。一方、メガ・シャークは原潜と戦い、魚雷をものともせずに原潜を沈めてしまう。
メガ・シャークとクロコザウルスを倒すため、両者を戦わせる作戦が立てられる。マコーミックの音波球とクロコザウルスの卵で両者をパナマ運河に誘導し、そこを攻撃する。メガ・シャークとクロコザウルスは目論み通り戦い始めるが、決着はつかず、パナマ運河は破壊され、両者は再び外海へ。
さらに各地で産卵されていたクロコザウルスの卵が孵化し始め、大量の子ワニが人々を襲い始める。最後の手段として核攻撃を仕掛けようとするが、メガ・シャークが核魚雷ごと原潜を飲み込んでしまう。メガ・シャークとクロコザウルスはハワイで再び激突。子ワニもハワイに集まってくる。マコーミックの音波球で海底火山を噴火させ、両者を倒すことに。作戦は成功し、メガ・シャークとクロコザウルスは、戦いながら海底火山へと沈んでいくのだった。

## キャスト
※括弧内は日本語吹き替え
- ナイジェル・パットナム - ゲイリー・ストレッチ（安原義人）
- テリー・マコーミック - ジェイリール・ホワイト（山野井仁）
- ハッチンソン捜査官 - サラ・リーヴィング（沢海陽子）
- カルヴィン提督 - ロバート・ピカード（広瀬彰勇）
- ジャン - ジェラルド・ウェッブ（黒澤剛史)
- レガット - ハンナ・カウリー（宮内里砂[1]）

## 登場する海の怪獣
メガ・シャーク
前作でのジャイアント・オクトパスとの戦いを生き残った超巨大ザメ。日本版パッケージでは『海の王者』と形容される。劇中では一貫してメガロドンと呼ばれているが、外見以外は実際のメガロドンと大きく異なる。人類の持つあらゆる兵器が通用せず、どんなものでも破壊する超パワーを持つ。
大きさは登場する場面によってまちまちだが、クロコザウルスの全長が450mと劇中で語られており、それに匹敵する巨体を誇る。クロコザウルスの卵を餌として執拗に狙うが、理由は不明。
クロコザウルス
コンゴのダイヤモンド鉱山から突如出現した超巨大ワニ。メガ・シャークの『海の王者』に対し『陸の覇者』とされる。なぜ出現したのかは不明。こちらも場面によって大きさが変わるが、劇中で全長450mと語られている。
メガ・シャークと同じく、人類の持つあらゆる兵器が通用しない。雌であり、移動しながら各地に産卵していた。進化の過程で驚異的な繁殖能力を身に着けたらしい。卵も巨大なため、子ワニは生まれたばかりでも人間を襲うほどの大きさである。